# Сон Ён Гиль
Сон Ён Гиль (кор. 송영길; р. 21 марта 1962, Кохын), также в СМИ упоминается как Сон Енгиль или Сон Ен Гиль — южнокорейский политик и государственный деятель. 5-й всенародно избранный мэр Инчхона. До этого был активистом демократического движения и членом Национального собрания Кореи три срока.
Приговорён 8 января 2025 года судом к 2 годам лишения свободы за получение незаконных денежных средств на ведение политической деятельности от бизнесменов.

## Биография

### Демократическая борьба в 1980-е
В 1984 году Сон Ён Гиль вместе с Ким Ён Чуном из Корейского университета и Чон У Ли из Сеульского национального университета распустили Ассоциацию студенческих патриотов и сменили устав студенческого совета, чтобы председатель избирался прямым голосованием студентов. В результате он был избран президентом студенческого совета университета Ёнсе и возглавил студенческое движение против военной диктатуры Чон Ду Хвана, но был арестован, заключён в тюрьму и исключён из университета в 1985 году. Был помилован и восстановлен в университете во время Июньской борьбы 1987 года.

### Выборы мэра Инчхона
Когда Сон Ён Гиль заявил о своём намерении участвовать в выборах мэра Инчхона, то объяснил, что стремится только к победе. Объявив о своём участии, Сон рассказал о своих планах по развитию малых предприятий, сбалансированному развитию между старым и новым городом, расширению социального обеспечения, повышению образовательной конкурентоспособности и предоставлению бесплатных экологически чистых блюд, чтобы сделать Инчхон экономической столицей Кореи.

### Спецпосланник в России
11 марта 2017 года новоизбранный президент Республики Кореи Мун Чжэ Ин направил Сон Ён Гиля спецпосланником в Россию.

### Лидер партии
2 мая 2021 года Сон Ён Гиль был избран новым председателем «Демократической партии». Он получил 35,60 % голосов, едва победив Хон Ён Пхё с отрывом в 0,59 %.

### Покушение
7 марта 2022 года во время одного из мероприятий в рамках президентской избирательной кампании пожилой человек нанёс несколько ударов молотком по голове лидера «Демократической партии». В результате Сон Ён Гиль был госпитализирован в ближайшую больницу, откуда выписан на следующий день. Впоследствии нападавший был осужден и покончил с собой в тюрьме.

### Отставка
10 марта взял на себя ответственность за поражение Ли Чжэ Мёна на президентских выборах прошедших накануне и ушёл в отставку с поста лидера партии.

### Выборы мэра Сеула
1 июня 2022 года принял участие в выборах мэра Сеула. По результатам голосования получил поддержку 39,24% избирателей, заняв второе место.

### Выборы 2024 года
К парламентским выборам 2024 года основал «Сосновую партию», которая в результате получила поддержку 0,44 % избирателей, так и оставшись внепарламентской.

## Уголовное преследование

### Получение 100 миллионов вон от Ким У Чжона
Сон Ён Гиль, участвовавший в дополнительных выборах, состоявшихся 3 июня 1999 года, получил 100 миллионов вон, переданных председателем Daewoo Ким У Чжоном через Чон Бён Хи, генерального директора Daewoo Motor Sales. Однако Сон Ён Гиль не обработал квитанцию и не сообщил о поступлении средств.
9 апреля 2002 года Специальный штаб по расследованию коррупции в государственных фондах Верховной прокуратуры объявил Сон Ён Гиля в получении средств. 14 января 2003 года Сеульский окружной суд приговорил Сон Ён Гиля к штрафу в 10 миллионов вон и дополнительному штрафу в 100 миллионов вон за нарушение закона о политических фондах.

### Обеспечение развлечений избирателей и предвыборных кампаний
В преддверии парламентских выборов в 27 декабря 1999 года Сон Ён Гиль накормил 12 членов «Зелёной матери» в ресторане сырого мяса. При этом он предоставил избирателям деньги и ценные вещи, включая футбольные мячи на сумму 630 000 вон и еду на сумму 100 000 вон. С 16 по 18 февраля 2000 года была проведена предвыборная агитация путём объявления предвыборных обещаний 34 родителям и раздачи 20 визитных карточек.
24 июня 2002 года он был приговорён к штрафу в размере 800 000 вон. 6 декабря 2002 года Верховный суд Сеула приговорило Сон Ён Гиля к штрафу в размере 800 000 вон.

### Предвыборная кампания перед выборами в Национальное собрание 17-го созыва
В преддверии парламентских выборов 2004 года Сон Ён Гиль провёл предвыборную кампанию, распространив 100 000 экземпляров законодательного отчёта, содержащего информацию, поддерживающую его.
19 ноября 2004 года Окружной суд Инчхона приговорил Сон Ён Гиля к штрафу в размере 700 000 вон. 23 ноября 2006 года Верховный суд подтвердил решение суда низшей инстанции, приговорившего Сон Ён Гиля к штрафу в размере 700 000 вон за нарушение Закона о выборах государственных служащих и предотвращении коррупции на выборах.

### Нарушение Закона о выборах государственных служащих во время парламентских выборов в Национальное собрание
6 января 2009 года Сон Ён Гилю, участнику парламентских выборов 2008 года, было предъявлено обвинение в том, что он перечислил только свою историю нарушений закона о собраниях и демонстрациях (в 1980-е годы) в рекламной брошюре, но исключил записи о краже и фальсификации официальных документов. По этому поводу Сон Ён Гиль сказал: «Когда меня разыскивали в качестве президента студенческого совета университета Ёнсе, я потерял свою регистрационную карточку, поэтому получил регистрационную карточку брата моего друга, в которую вклеил свою фотографию. За что мне было предъявлено обвинение в краже. Вот что произошло».
Впоследствии, на первом судебном процессе, Сон Ён Гиль был приговорён к штрафу в размере 500 000 вон. В ходе апелляционного разбирательства Верховный суд Сеула постановил, что Сон Ён Гиль не подделывал официальные документы со злым умыслом, но что соответствующие записи были составлены неправильно из-за ошибки полицейского и что соответствующая судимость уже была снята. Принимая это во внимание, приговор о штрафе в размере 500 000 вон был отложен.

### Агитация в запрещённых местах
Сон Ён Гилю было предъявлено обвинение в нарушении Закона о выборах государственных служащих во время парламентских выборов 2016 года. На первом судебном заседании он был оштрафован на 900 000 вон. 3 марта 2016 года ему было предъявлено обвинение в раздаче 605 своих визитных карточек избирателям перед билетными кассами станции метро Национального университета Кёнгин в Инчхоне. Согласно Закону о выборах государственных служащих, распространение визитных карточек само по себе не является незаконным, но распространение визитных карточек и апелляции в поддержку не могут подаваться на станциях метро или в больницах, религиозных учреждениях, театрах и так далее.

### Взяточничество
13 декабря 2023 года прокуратура запросила ордер на арест по обвинению в нарушении Закона о политических партиях, Закона о политических фондах, Закона об особо отягчающих экономических наказаниях (взяточничества). Поводом послужили предположительные взятки, которые Сон Ён Гиль предлагал для победы на выборах председателя «Демократической партии» 2021 года. 
В январе 2024 года Сону были предъявлены обвинения в его предполагаемой причастности к распределению денежных средств на общую сумму 66 миллионов вон среди 20 действующих депутатов ДП и других членов партии в преддверии выборов руководства партии в мае 2021 года, на которых он в конечном итоге победил. Он был немедленно арестован, но спустя четыре месяца, в мае, был освобождён под залог.
8 января 2025 года Центральный районный суд Сеула приговорил Сона к 2 годам лишения свободы за получение незаконных денежных средств на ведение политической деятельности от бизнесменов. Суд постановил немедленно заключить Сон Ён Гиля под стражу.

## Награды
- Орден Дружбы (7 февраля 2013 года, Россия) — за большой вклад в развитие российско-корейского сотрудничества и укрепление дружбы между народами[24][25][26].
- Кавалер ордена Почётного легиона (2007 год, Франция).